# 채울 수 없는
《채울 수 없는》(영어: Insatiable)은 넷플릭스에서 2018년에서 2019년까지 방영된 미국의 블랙 코미디 드라마이다.